# Martyrium

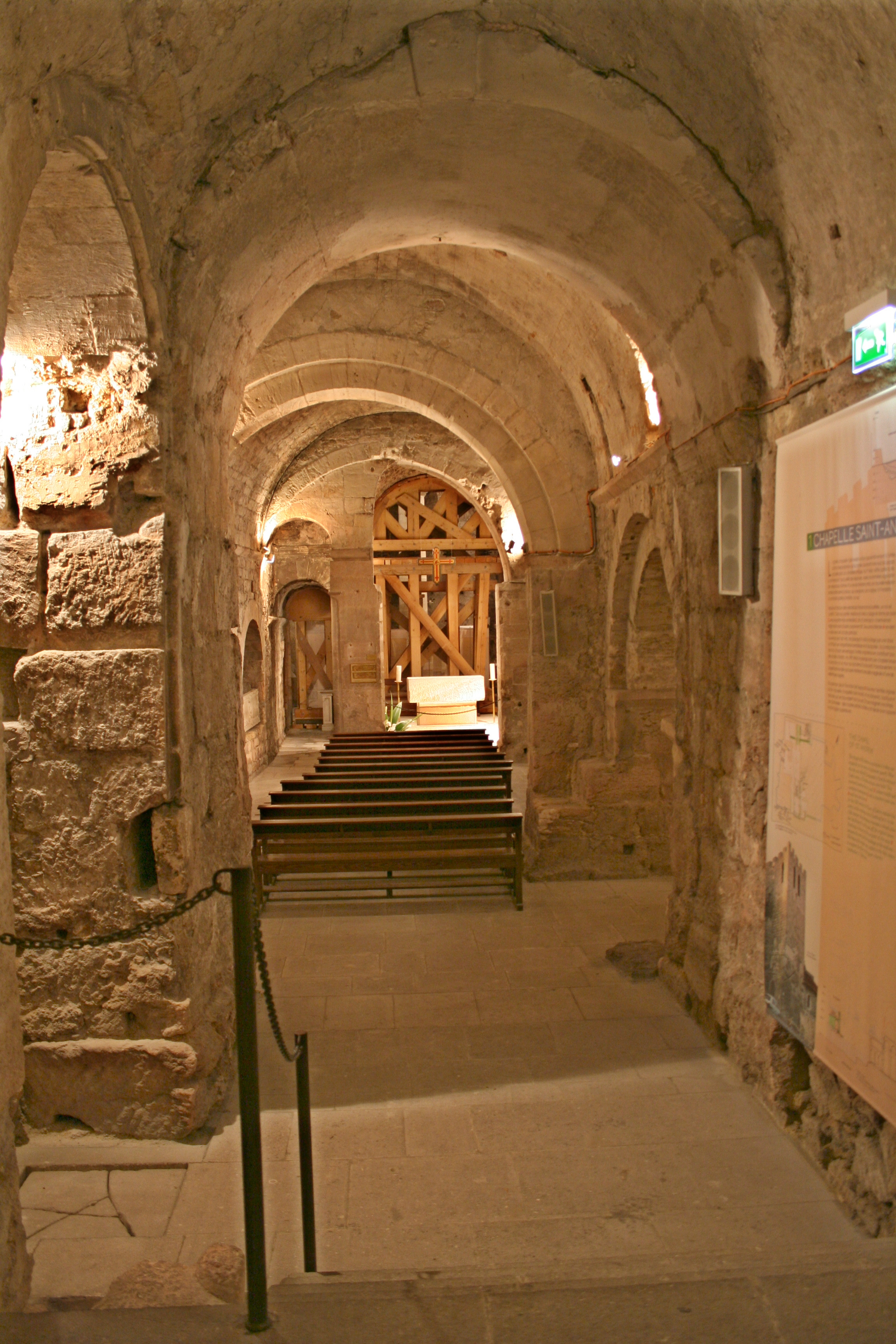
Martyrium z drugiej połowy V wieku znajdujące się w kryptach opactwa św. Wiktora w Marsylii.

Martyrium – budowla o charakterze sakralnym poświęcona męczennikowi. Zazwyczaj kryje ona jego grób lub związane z nim relikwie. Ten rodzaj budowli był charakterystyczny dla sztuki wczesnochrześcijańskiej.